# Enzo Bertoli
Enzo Bertoli (Parma, 1º gennaio 1906 – ...) è stato un calciatore italiano, di ruolo attaccante.

## Carriera
Esordisce nel Parma, nella sconfitta per 4-1 sul campo dell'Udinese nel corso degli spareggi per l'ammissione alla Prima Divisione nel campionato 1924-1925. Nella stagione successiva esordisce in Prima Divisione, debuttando il 18 ottobre 1925 nella sconfitta per 3-0 sul campo della Cremonese; con i ducali disputa 13 partite nella stagione conclusa con la retrocessione. Viene riconfermato anche per le due annate successive, nelle quali totalizza complessivamente 15 presenze e 5 reti.
Nel 1928 torna a giocare nella massima serie, ingaggiato dalla Reggiana. In maglia granata realizza 13 reti in 25 partite, nel campionato di Divisione Nazionale 1928-1929; anche in questo caso, tuttavia, le sue reti non evitano la retrocessione e torna al Parma per un biennio in Serie B. Nel 1931 lascia i ducali e si trasferisce al Fiorenzuola, neopromosso in Prima Divisione; a causa di irregolarità nel cartellino, il trasferimento viene ratificato solo nel mese di settembre. Nella formazione valdardese realizza 14 reti nel campionato 1931-1932, contribuendo al raggiungimento della salvezza; tuttavia a fine stagione viene posto in lista di trasferimento, e fa ritorno per un'ulteriore annata al Parma.
Conclude la carriera tornando per una stagione alla Reggiana, senza riuscire a imporsi come titolare, e a fine stagione lascia la squadra.

## Palmarès

### Club

#### Competizioni nazionali
- Seconda Divisione: 1

Parma: 1924-1925